# Posada (powiat łódzki wschodni)
Posada – kolonia w Polsce położona w województwie łódzkim, w powiecie łódzkim wschodnim, w gminie Brójce. Miejscowość wchodzi w skład sołectwa Stefanów.
W latach 1975–1998 miejscowość należała administracyjnie do ówczesnego województwa łódzkiego.